# Відвідування
«Відвідування» — радянський художній фільм 1989 року, знятий режисером Валерієм Ткачовим на Кіностудії ім. О. Довженка.

## Сюжет
Кінематографічна імпровізація. Авторська інтерпретація оповідання Ф. М. Достоєвського «Сон смішної людини» з використанням мотивів оповідань Т. Манна «Паяц» та Льва Толстого «Записки божевільного».

## У ролях
- Микола Іполатов — Олексій
- Валерій Івченко — головна роль
- Дар'я Шпалікова — головна роль
- Роман Верба — роль другого плану
- Наталія Бурлака — роль другого плану
- Алексєєв Ігор — роль другого плану
- Ребека Франклін — роль другого плану
- Антон Катунін — роль другого плану
- Віра Кадаєва — роль другого плану

## Знімальна група
- Режисер — Валерій Ткачов
- Сценарист — Валерій Ткачов
- Оператори — Сергій Некрасов, Анатолій Сусєков
- Художник — Михайло Раковський